# Eli Urbanová
Eli Urbanová (* 8. Februar 1922 in Čáslav; † 20. Januar 2012 in Prag) war eine tschechische Pädagogin, Esperanto-Dichterin und Schriftstellerin. Sie schrieb unter dem Pseudonym Eliška Doubravská.

## Leben
Urbanová veröffentlichte im Alter von 13 Jahren eine Kurzgeschichte Na makovici (deutsch Auf der Mohnblume) in der Zeitung Národní osvobození (deutsch Nationale Befreiung, 1935) und im Jahr 1940 ihren ersten Gedichtband Zrcadlo (deutsch Spiegel) im Verlag Malý in Čáslav unter dem Pseudonym Eliška Doubravská. Ihre Ausbildung als Lehrerin erhielt sie am Lehrerseminar in Čáslav von 1937 bis 1941 und studierte daneben von 1937 bis 1945 Klavier an einer Musikschule.
Durch ihre Tätigkeit als Klavier-, Violinen- und Violoncello-Lehrerin an einer Musikschule lernte sie ihren späteren Ehemann Štěpán Urban kennen, mit dem sie von 1942 bis 1955 verheiratet war. Im Jahr 1948 begann das Ehepaar Esperanto zu lernen, nachdem sie von der Sprache erstmals im Jahr 1942 von dem Schauspieler Karel Höger erfahren hatten. Im Jahr 1950 bestand Urbanová die Sprachprüfung für Esperanto und gewann in den Jahren von 1952 bis 1977 bedeutende internationale Preise für ihre Veröffentlichungen in Esperanto.
Nach ihrer Scheidung von Štěpán Urban im Jahr 1955 arbeitete sie in ihrem ursprünglichen Beruf als Grundschullehrerin und im Jahr 1956 war sie Mitbegründerin der EVA (Union der Esperanto-Schriftsteller). In den 1980er Jahren war sie in der literarischen Sektion des tschechischen Esperanto-Vereins tätig. Ihre Gedichtbände wurden in Tschechien, Deutschland, Brasilien und auf den Kanarischen Inseln veröffentlicht und einzelne Gedichte in Esperanto-Zeitschriften und der Blindenzeitschrift „Aŭroro“ veröffentlicht.

## Schriften (Auswahl)
alle in Esperanto
- Nur tri kolorojn (Kanarische Inseln, 1960)
- El subaj fontoj (tschechischer Esperanto-Verein, 1981)
- Verso kaj larmo (Deutschland, 1986)
- Vino, viroj kaj kanto (Brasilien, 1995)
- Hetajro dancas (Brasilien, 1995), autobiografischer Roman
- Peza vino /Těžké víno (Verlag KAVA-PECH, 1996), tschechische Übersetzung von Josef Rumler
- El mia buduaro (Brasilien, 2001)
- Rapide pasis la temp (Verlag KAVA-PECH, 2003)
- Prefere ne tro rigardi retro (Verlag KAVA-PECH, 2007)